# Skogskyrkogården (stacja metra)
Skogskyrkogården – powierzchniowa stacja sztokholmskiego metra, leży w Sztokholmie, w Söderort, w dzielnicy Enskede-Årsta-Vantör, w części Gamla Enskede. Na zielonej linii metra T18, między Sandsborgiem a Tallkrogen. Dziennie korzysta z niej około 2 100 osób. 
Stacja znajduje się prostopadle do Sockenvägen. Posiada jedno wyjście zlokalizowane przy Sockenvägen na wysokości Gamla Dalarövägen. 
Stację otworzono 1 października 1950 razem z odcinkiem Slussen–Hökarängen jako Kyrkogården. Nazwę zmieniono 19 listopada 1958. Posiada jeden peron, który został odnowiony latem 2004.

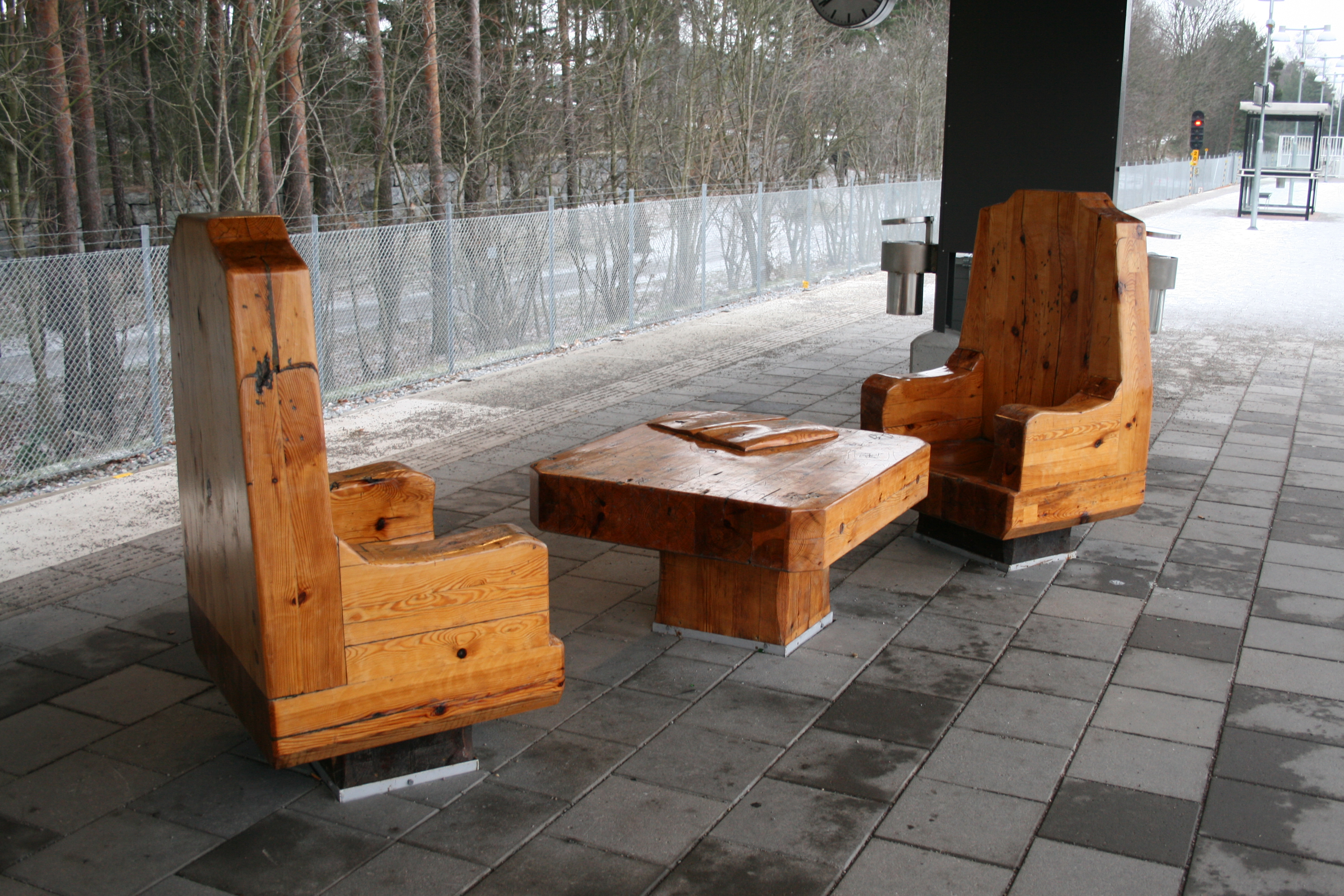
Rzeźby Hansa Bartosa

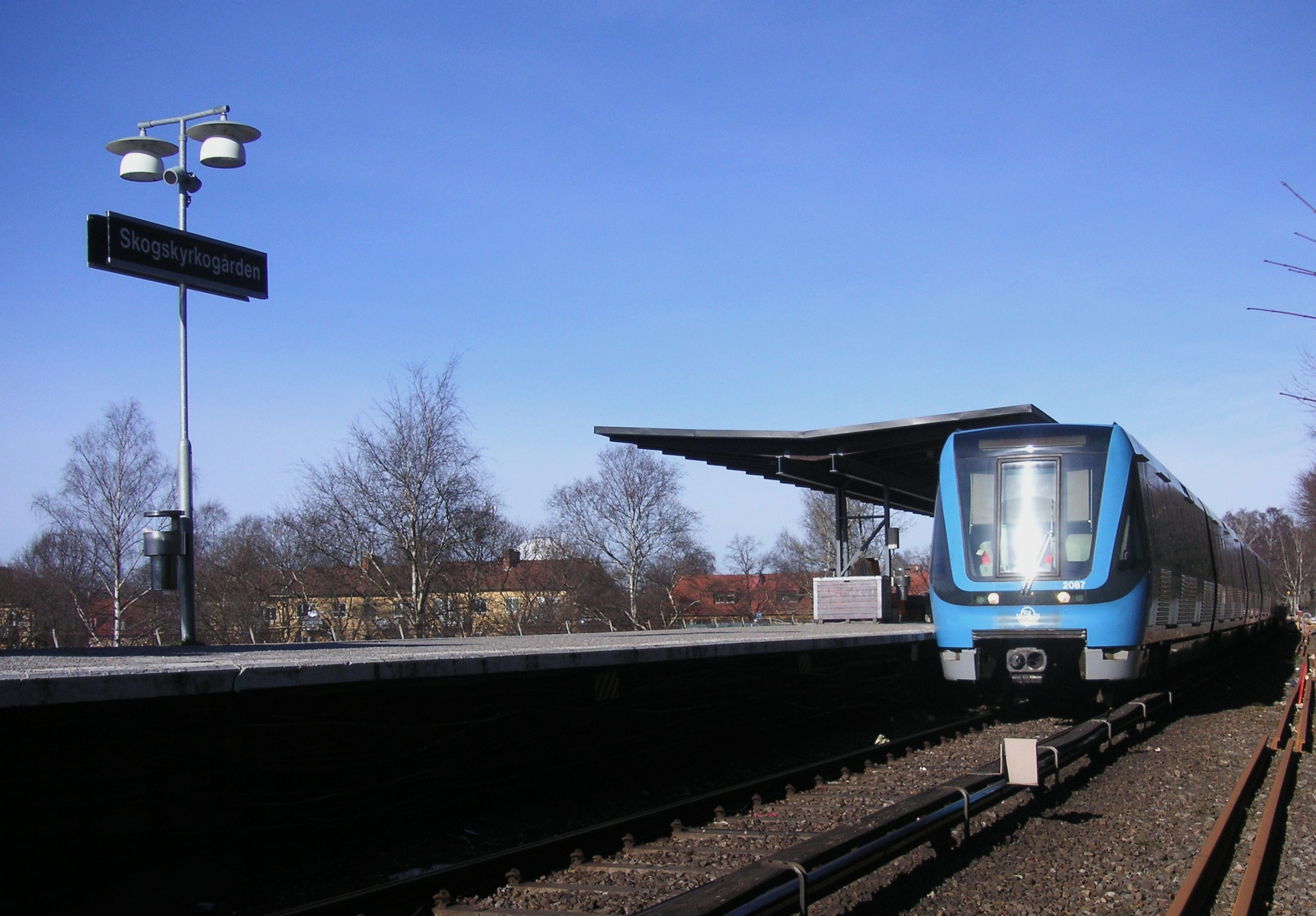
Peron

## Sztuka
- Wielkie drewniane krzesła i stół na peronie, Hans Bartos, 1975[3]

## Czas przejazdu
| Linia | Stacja        | Czas przejazdu | Stacja                                                   | Czas przejazdu                   |
| T18   | Alvik         | 30 min         | Skärmarbrink Gullmarsplan Slussen Gamla stan T-Centralen | 5 min 7 min 11 min 12 min 16 min |
| T18   | Farsta strand | 11 min         | Skärmarbrink Gullmarsplan Slussen Gamla stan T-Centralen | 5 min 7 min 11 min 12 min 16 min |

## Otoczenie
W najbliższym otoczeniu stacji znajdują się:
- Skogskyrkogården, cmentarz wpisany na listę światowego dziedzictwa UNESCO
- Trons kapell
- Hoppets kapell
- Heliga korsets kapell
- Skogskrematoriet
- Sandsborgs Kapell
- Sandsborgskyrkogården
- Hemmet för gamla
- Synskadades museum